# John Sheahan

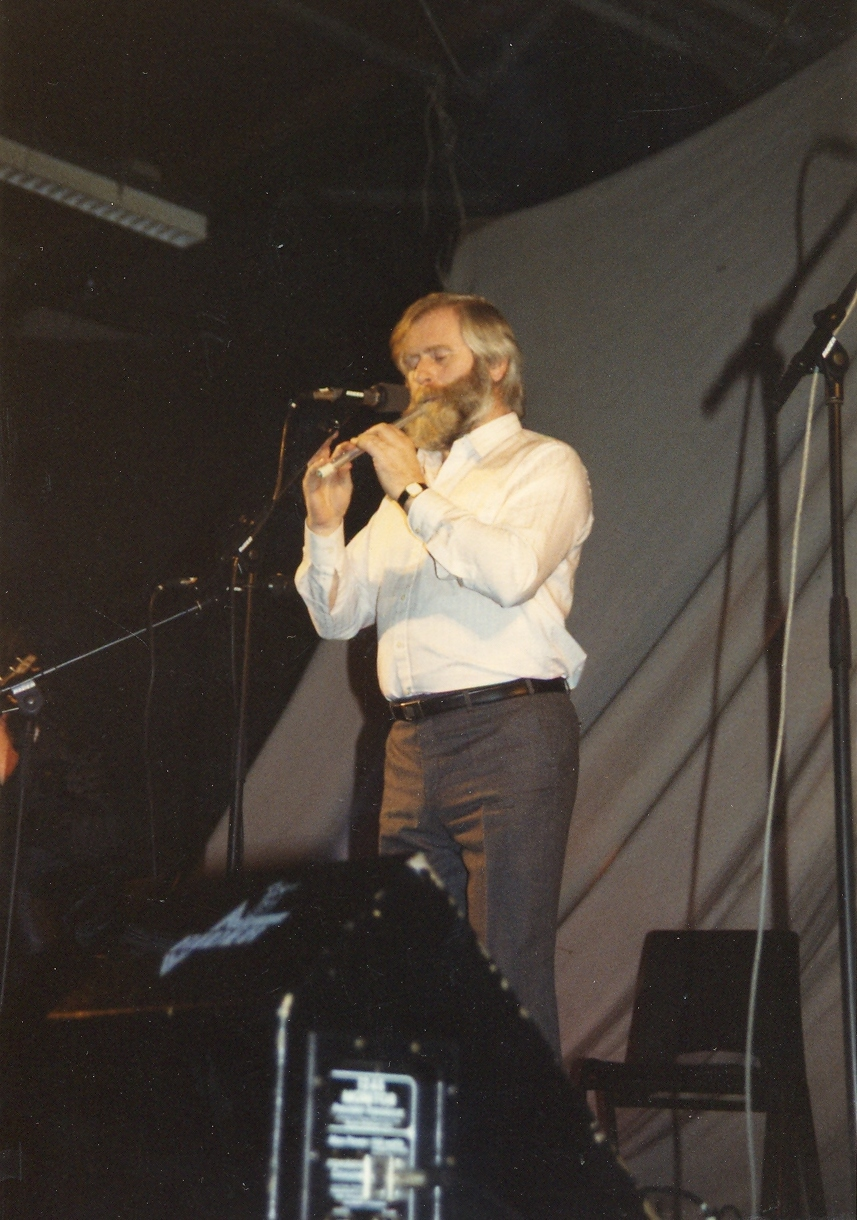
John Sheahan bespeelt de tin-whistle tijdens een concert in Eindhoven

John Sheahan (Dublin, 19 mei 1939) is een Ierse violist en componist van Ierse folk-muziek.
Sheahan was van 1964 tot 2012 violist van de groep The Dubliners. Van 1982 tot 2012 was hij ook manager van The Dubliners. In 2012 werd het einde van The Dubliners als band aangekondigd.
Hij kan een virtuoos worden genoemd op de fiddle en tin-whistle. De tin-whistle bespeelde hij al toen hij op de lagere school zat. Pas later ontdekte hij de viool. Hij studeerde aan de Municipal School of Music waar hij vijf jaar vioolstudie volbracht. Hij is op veel feiseanna - Ierse folkfestivals - in de prijzen gevallen.
Hij speelde met een aantal ceili bands voor hij bij The Dubliners kwam. Hij vormde een duet met Barney McKenna. Hij componeert, zijn Marino Waltz wordt gebruikt door een aantal muzikanten. 
Sinds 1976 is John het drukke Dublin ontvlucht en woont nu met zijn gezin op het platteland.

## Geselecteerde discografie van The Dubliners
- The Dubliners and Luke Kelly
- In Concert (1965)
- Finnegan Wakes (1966)
- A Drop of the Hard Stuff (Seven Drunken Nights)(1967)
- More of the Hard Stuff (1967)
- Drinking and Courting (Seven Deadly Sins)(1968)
- At it again (Whiskey on a Sunday)(1968)
- Live at the Royal Albert Hall (1969)
- At Home with The Dubliners (1969)
- Revolution (1970)
- Hometown (1972)
- Double Dubliners (1972)
- Plain and simple (1973)
- Live (1974)
- Now (1975)
- A Parcel of Rogues (1976)
- Live at Montreux (1977)
- Home, Boys, Home
- 15 Years On (1977)
- Together Again (1979)
- Prodigal Sons (1983)
- Live at Carre (1983)
- 21 Years On (1983)
- 25 Years Celebration (1987)
- Dubliner's Dublin(1988)
- 30 Years A-Greying (1992)
- Further Along (1996)
- Alive Alive-O (1997)
- The Defenitive Transatlantic Collection(1997)
- Original Dubliners (2000)
- The best of The Dubliners (2002)
- At their best
- The Transatlantic Anthology (2002)
- 40 Year Celebration
- Live at the Gaiety
- Spirit of the Irish (2003)
- The Dubliners Collection (2006)

- Bibliothèque nationale de France: cb14054639d (data)
- Gemeinsame Normdatei: 112383296X
- International Standard Name Identifier: 0000 0003 7182 8529
- Library of Congress Control Number: no2013117049
- MusicBrainz: 72ac9287-b447-486a-801d-027ef4cebee7
- Système universitaire de documentation: 157332985
- Virtual International Authority File: 6364149296247280670004